# Klueser Wald

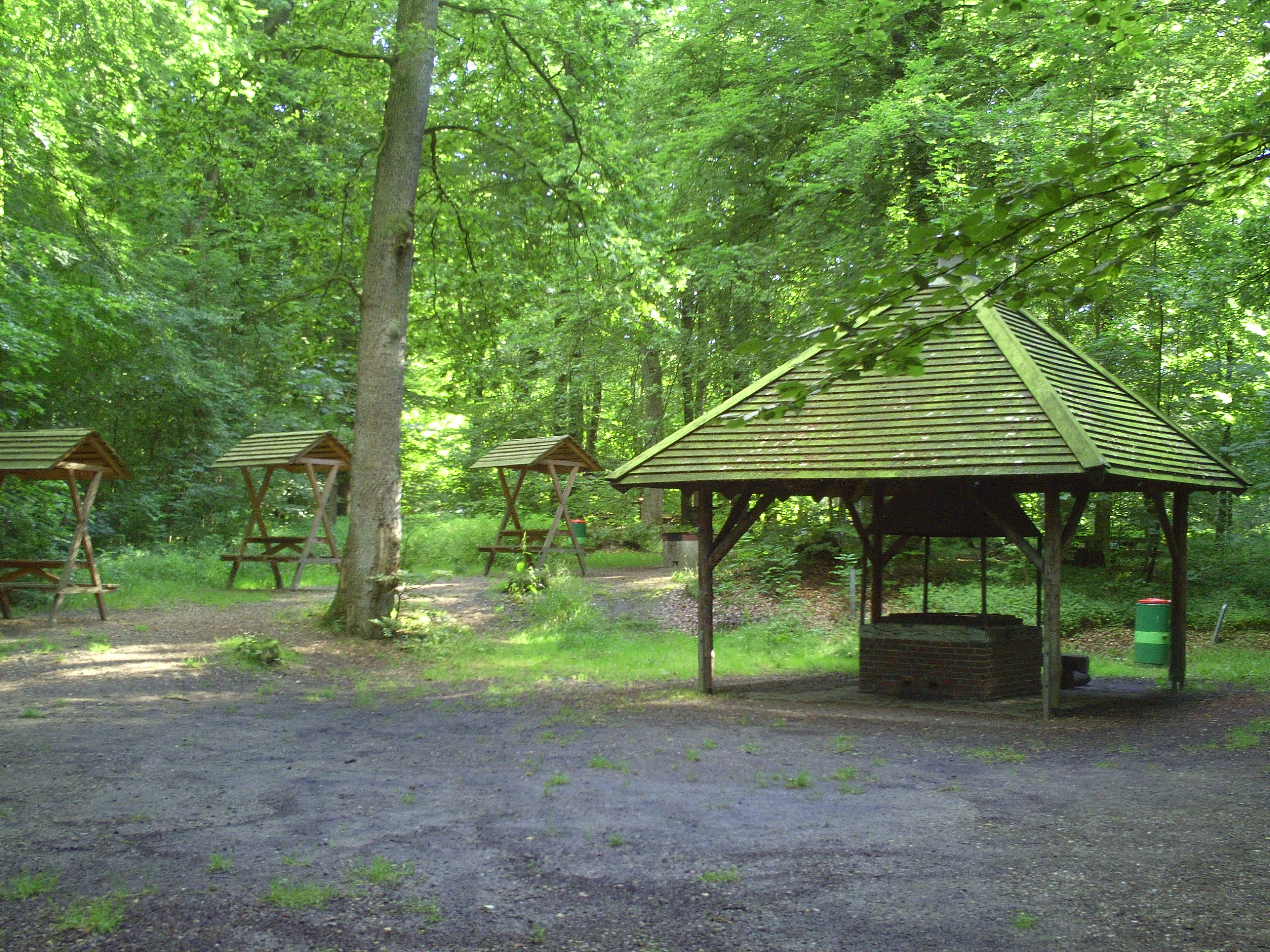
Ehemaliger Grillplatz im Klueser Wald

Der Klueser Wald (auch Kluesrieser Gehölz genannt), amtlich Kluesries (dänisch Klusris) bzw. Riesholz, ist ein rund 109 Hektar großer Forst im Norden von Flensburg beziehungsweise im Nordosten der Gemeinde Harrislee in Schleswig-Holstein. Der größere Flächenteil liegt im Gemeindegebiet von Harrislee. Das Gebiet zählt zum Staatsforst Flensburg und grenzt an Klues.

## Lage zwischen verschiedenen Ortschaften
Neben der Stadt Flensburg ist der Klueser Wald von den Ortschaften Harrislee und dessen Ortsteilen Niehuus, Niehuusfeld, Wassersleben und Kupfermühle umgeben. Bis zur dänischen Grenze sind es nur wenige Kilometer.

## Beschreibung

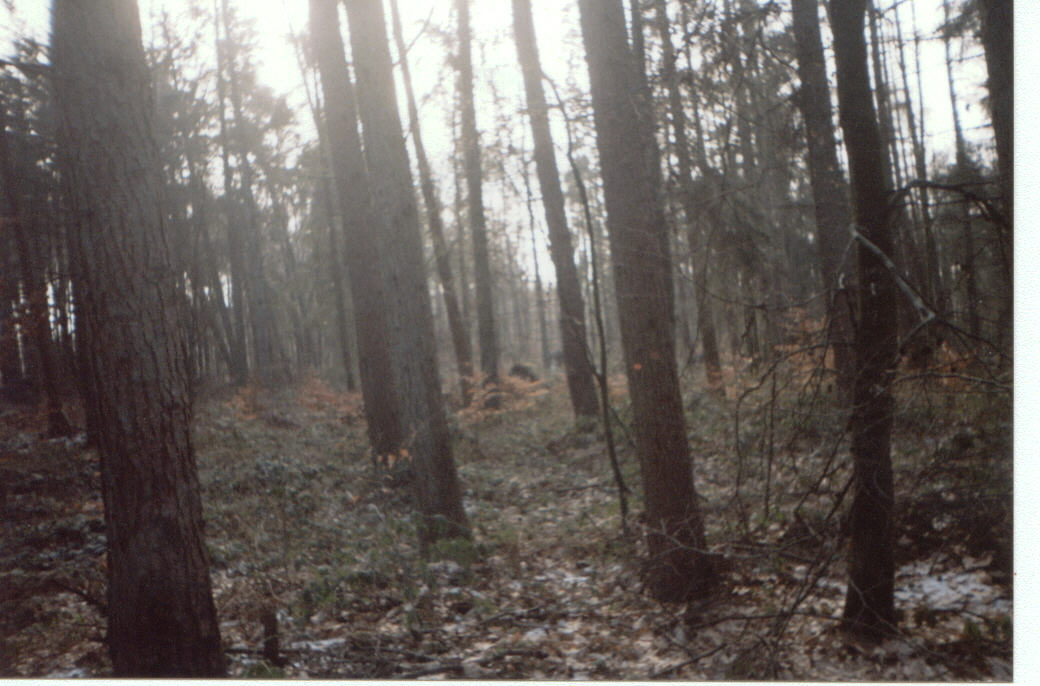
Lärchenbestand mit gepflanzten Buchen als Unterbau

Die Waldfläche verläuft vom Kluesrieser Weg in Flensburg bis zum Alten Kirchenweg bei Niehuusfeld (Harrislee). Mit knapp 59 m über N.N. wird im Alten Kirchenweg am Waldrand der höchste Punkt der Gemeinde Harrislee erreicht. Im Juni blüht an den Hängen das Habichtskraut, das an der Flensburger Förde seine südwestliche Verbreitungsgrenze erreicht.
Die Nähe zum Ort Wassersleben und der Flensburger Förde ist außerdem kennzeichnend für den Klueser Wald. Die Waldfläche Kluesries zählt zum Staatsforst Flensburg und ist als Landschaftsschutzgebiet ausgewiesen. In direkter Nachbarschaft befindet sich der Kollunder Wald sowie das Krusau-Tunneltal. Das hügelige Gelände des Klueser Waldes ist eine Hinterlassenschaft aus der Weichselzeit. An den Hängen des Waldes befinden sich tonreiche Böden.
Häufig kommt die Stechpalme (Ilex), eine geschützte Strauchart, vor. Vorherrschende Baumart auf den trockeneren Böden ist die Buche, die Nadelholzbestände wurden angepflanzt. Dazu zählen vorwiegend Sitkafichte, Douglasie, Fichte, Weißtanne und die Japanische Lärche

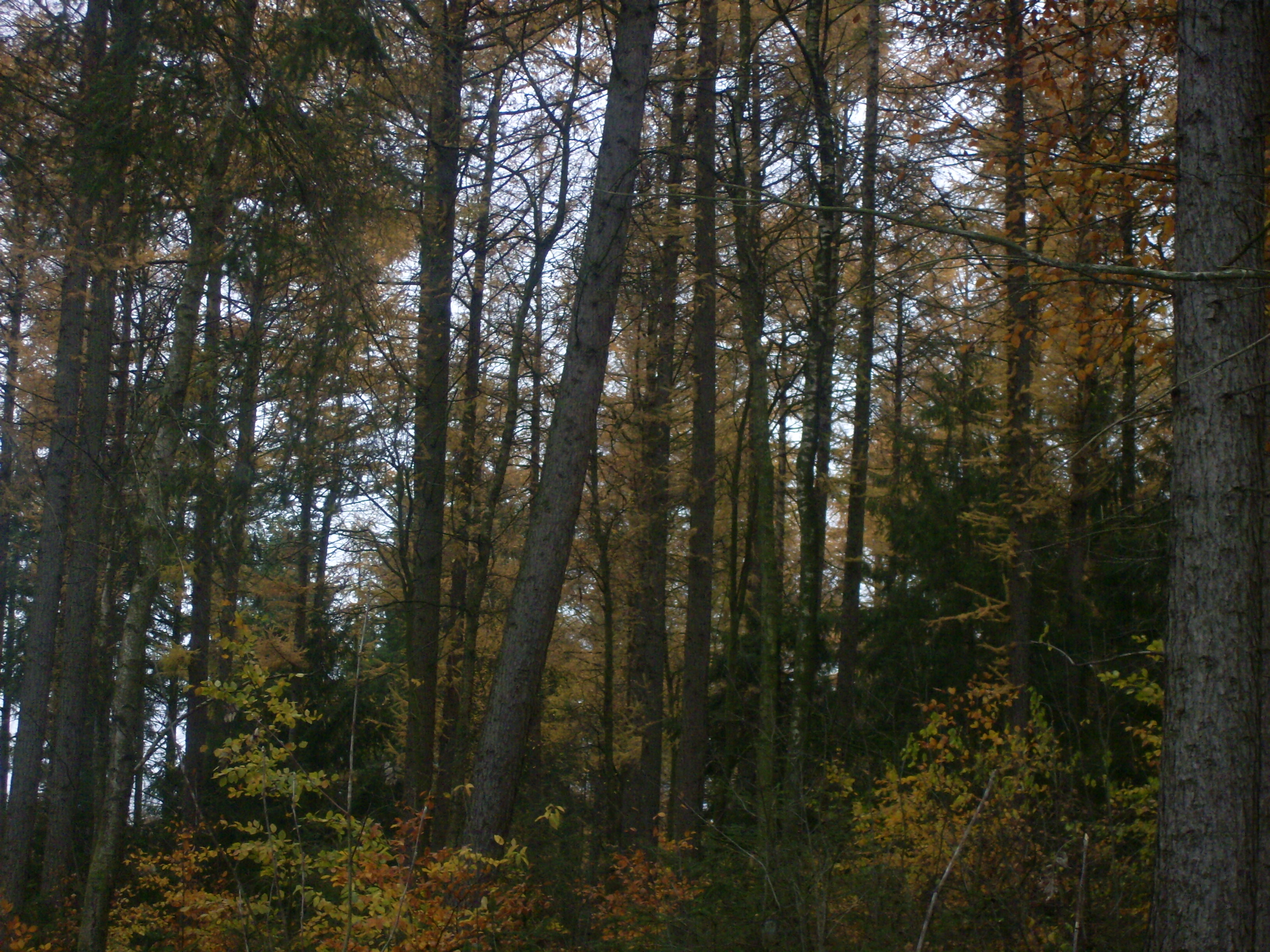
Herbst im Klueser Wald

Ein Bach, der im Wald seinen Anfang hat, ist der Nordgraben.

## Aufteilung
Der Klueser Wald ist keine zusammenhängende Waldfläche. Er unterteilt sich in die Gehege-Abschnitte Kluesries, Niehhuusfeld, Kupfermühle, Wassersleben, Ostseebad und Flensburg-Klues.

## Bereiche, Anlagen und Gebäude

### Erholungswald Wassersleben
Eingegliedert in den Klueser Wald ist der „Erholungswald Wassersleben“, der 76 Hektar der Fläche ausmacht.
In diesem Bezirk des Waldes befinden sich zahlreiche Sitzbänke, sowie die Freizeitlichtung, ein beliebtes Ausflugsziel zur Naherholung.

### Freizeitlichtung
Auf der ehemaligen Freizeitlichtung, die sich im Mittelpunkt des Waldes befand, traf man bis Mitte 2012 auf eine gut ausgebaute Grillanlage mit Bänken und Tischen, sowie einem Naturspielplatz, mit Informationstafel und zahlreichen Gerätschaften.
Des Weiteren wurde auf der Freizeitlichtung im Jahr 2006 ein Waldlehrgarten eingerichtet. Es wurden verschiedene Baumarten angepflanzt und Infotafeln angelegt.

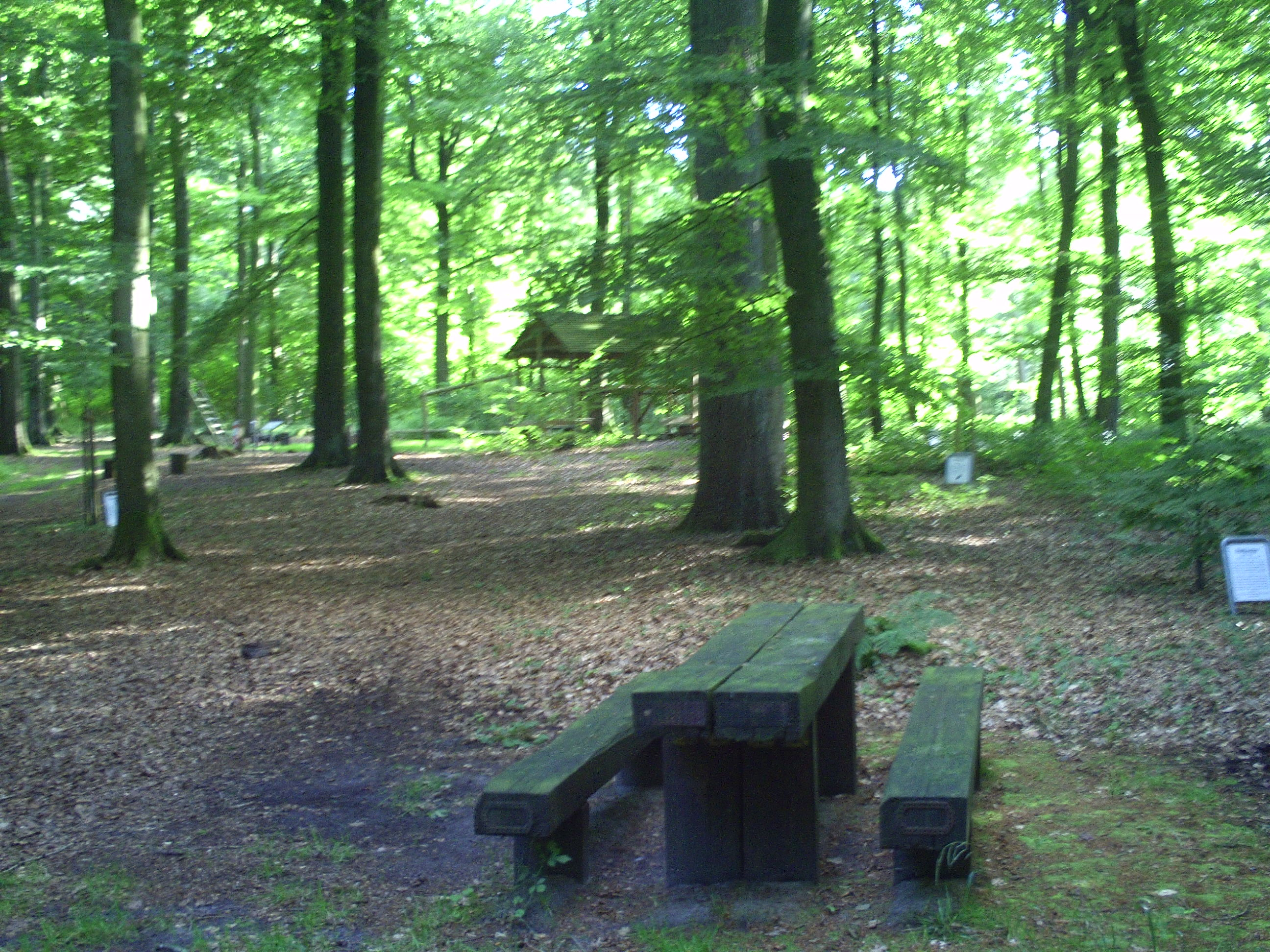
Teil der Freizeitlichtung

Die Freizeitlichtung erwies sich gelegentlich als Problem für den Wald und als negatives Beispiel für den Umgang des Menschen mit der Natur. So wurde der Wald häufig mit dem Auto befahren, um zur Grillanlage zu gelangen. Des Weiteren waren Vandalismus, das Entzünden offenen Feuers, wildes Kampieren und das Zurücklassen von Abfällen ein ernstes Problem.
Im Juni 2012 wurde die Freizeitlichtung gesperrt, da die Verkehrssicherheit wegen umsturzgefährdeter Bäume nicht mehr gewährleistet war. Wenige Wochen später wurde die Anlage von der Gemeinde Harrislee entfernt. Auch der Waldlehrgarten wurde 2012 stillgelegt.
Im September 2013 wurde die stark verkleinerte Anlage in einem anderen Teil des Waldes, mit Nähe zum Alten Kirchenweg, neu eröffnet. Neben einer neuen Grillhütte, wurde ein Trimm-Dich-Pfad und neue Spielgeräte für Kinder gebaut.

### Forstlicher Rettungspunkt

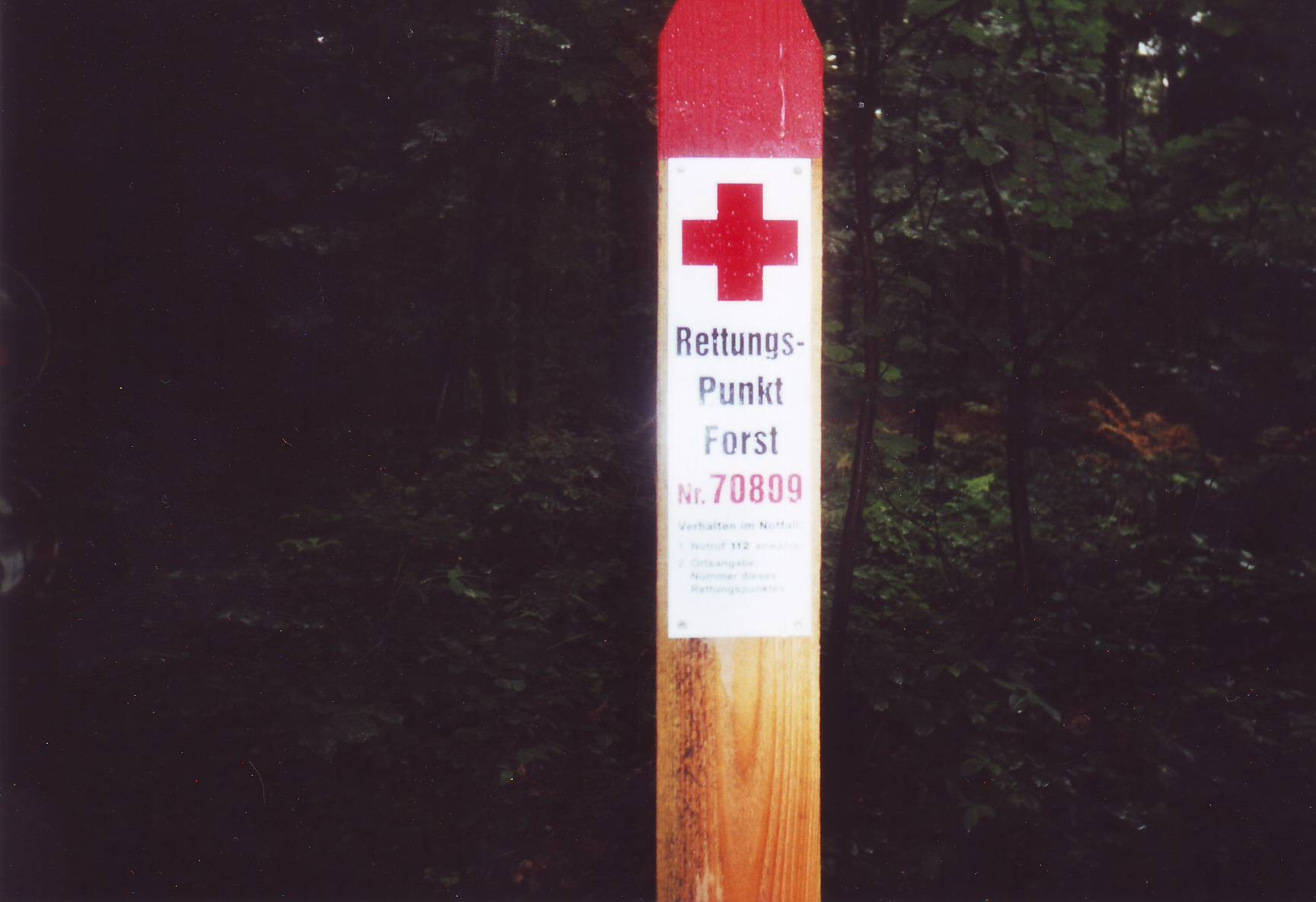
Forstlicher Rettungspunkt

Um bei Unfällen den Einsatz von Rettungsdiensten zu erleichtern, wurden vom schleswig-holsteinischen Staatsforst sogenannte Rettungspunkte eingerichtet. Für den Klueser Wald wurde die Nummer 70809 festgelegt, die nach der Wahl der Notrufnummer angegeben werden kann.

### Forsthaus Wassersleben
In Wassersleben befindet sich das historische Forsthaus Kluesries, welches zum Wohnhaus ausgebaut und renoviert wurde.

## Geschichte
Der Wald ist erstmals 1399 schriftlich dokumentiert. Zunächst wurde er in unterschiedlichen Schreibweisen als Krokrys, Kroxriis (1427) oder Krusris (1568) bezeichnet, zurückgehend auf altdän. krōk (altn. krōkr, neudä. krog), das in der Bedeutung Biegung wahrscheinlich die hier winkelförmige Bucht der Förde meint. Die Nachsilbe -ries oder dän. -ris bezeichnet einen Buschwald. Später wurde der Wald als Kluesries (im Dt.) bzw. Klusris (im Dän.) bezeichnet, zurückgehend auf die Kapelle, die auch dem Stadtbezirk Klues (Klus) seinen Namen gegeben hat.

## Bewirtschaftung
Der überwiegende Teil des Klueser Waldes befindet sich im Besitz des Staatsforst Schleswig-Holstein und wird seit dem 1. August 2006 durch die Glücksburger Försterei und dessen Revierleiter betreut.
Ein wesentlich kleinerer Teil der Waldfläche ist Eigentum der Stadt Flensburg, die einen Stadtförster für die Bewirtschaftung ihrer Waldgebiete beauftragt hat. Ferner sind ca. 2–3 Hektar Wald im privaten Besitz. Bis zum Jahr 2000 existierte innerhalb der Privatwaldfläche und der angrenzenden Waldwiese ein Wildgehege, in dem Sikawild gehalten wurde.

### Grundprinzip der Bewirtschaftung
Der Wald wird nach den Prinzipien des Naturnahen Waldbaues bewirtschaftet; in Zukunft wird somit der Anteil am Nadelholzbestand deutlich reduziert werden.

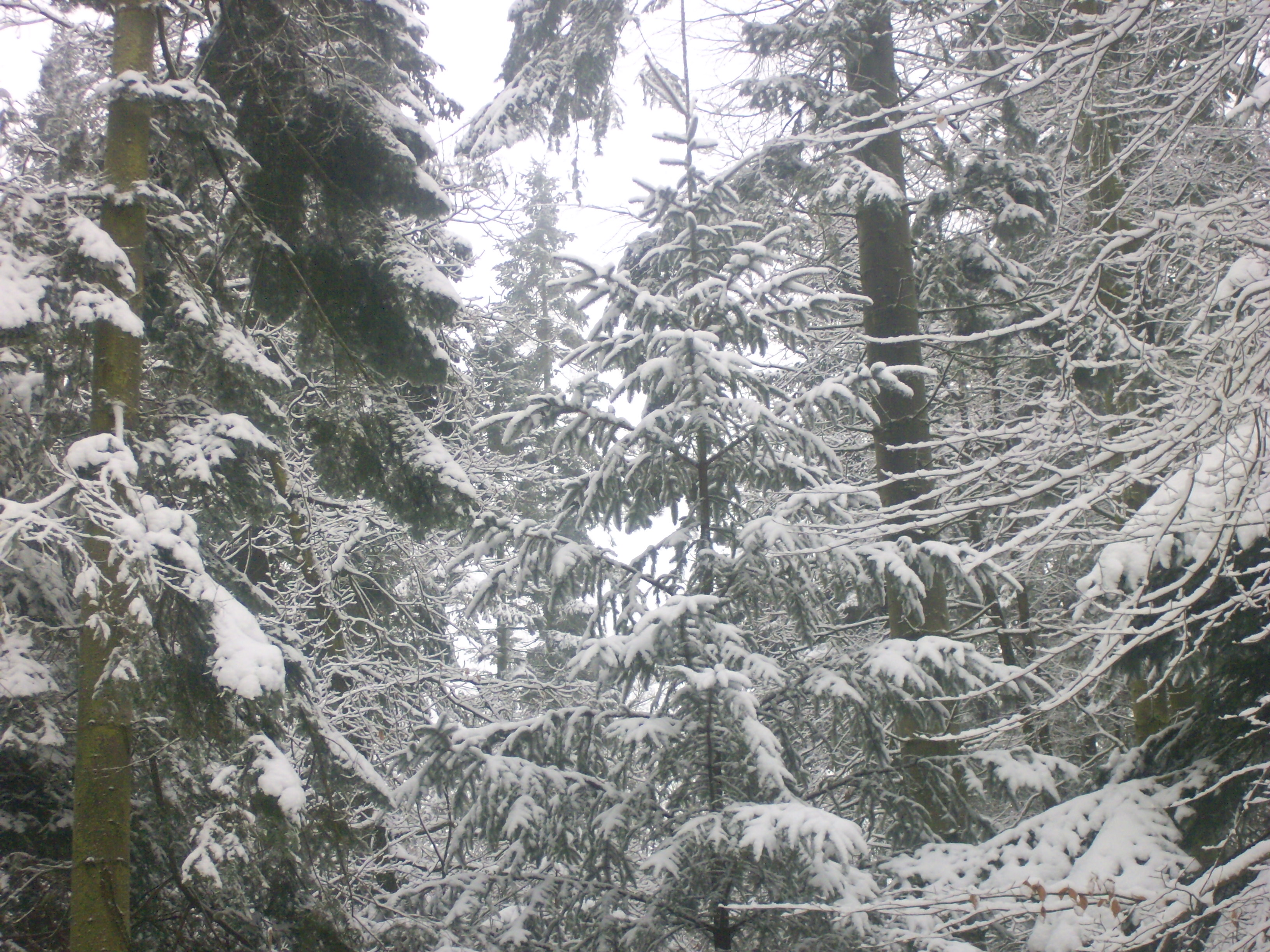
Winterliche Impression / Klueser Wald